# ボルネオコクジャク
ボルネオコクジャク（Polyplectron schleiermacheri）は、キジ目キジ科コクジャク属に分類される鳥類。

## 分布
インドネシア（中部カリマンタン州、西カリマンタン州、東カリマンタン州）、マレーシア（サバ州）＜ボルネオ島固有種＞

## 形態
全長オス50cm、メス35.5cm。翼長オス20cm、メス16.5-18cm。上面は赤褐色の羽毛で被われ、黒い斑点が入る。喉は白、体下面は黒い羽毛で被われる。
オスは頭頂の羽毛はやや伸長（冠羽）する。胸部側面は金属光沢のある青緑色の羽毛で被われる。背や尾羽、翼に緑紫色の眼状斑が入る。メスは冠羽がない。背や尾羽、翼に入る斑紋は三角形で黒い。

## 分類
以前はエボシコクジャクの亜種とされることもあった。

## 生態
低地にある熱帯雨林に生息する。
食性は雑食で、飼育下では昆虫などを食べた例がある。
繁殖形態は卵生。飼育下では1回に3個の卵を産んだ例がある。抱卵期間は20-22日。

## 人間との関係
開発や森林火災による生息地の破壊などにより生息数は減少している。